# Lorenzo Cozza (scultore)
Lorenzo Cozza (Orvieto, 9 luglio 1877 – Roma, 9 gennaio 1965) è stato uno scultore italiano.

## Biografia
Figlio dello scultore Adolfo Cozza e di Adina Arnaud, da ragazzo apprese le tecniche di fusione e di lavorazione dei metalli nella bottega orvietana del fabbro Cristofaro Ravelli. Nel 1890 si trasferì con la famiglia a Roma, dove frequentò il corso di scultura presso l'Istituto di belle arti, segnalandosi per l'energia e la sicurezza del modellato, e dove divenne allievo di Nicola Cantalamessa Papotti. Sposò la ceramista Yris Randone. Suo figlio Lucos Cozza è stato un insigne archeologo.

### Carriera
Con il bozzetto per un monumento a Giacomo Leopardi nel 1898 ottenne la vittoria in un concorso bandito dagli studenti universitari di Roma: presentato alla mostra appositamente allestita nella sede dell’istituto d’arte, tale lavoro venne poi inaugurato alla Sapienza e oggi è conservato nel giardino di Casa Leopardi a Recanati.
All’anno successivo risale un busto marmoreo in onore del nonno, il poeta Giovanni Cozza (Bolsena 1815-Carnaiola 1898). 
Nel 1906 restaura le decorazioni in stucco nel Ninfeo di Villa Giulia. 
Al 1909 risale la targa per il sacrificio dei carbonari Angelo Targhini e Leonida Montanari, decapitati nel 1825 in Piazza del Popolo da Mastro Titta, il famigerato boia pontificio, e sepolti presso il Muro Torto.
Nel 1911 realizzò un busto bronzeo in memoria del padre Adolfo, collocato in Piazza del Popolo a Orvieto, e quello in onore del patriota trasteverino Bartolomeo Filipperi per il Gianicolo.
Si offrì di eseguire gratuitamente il ritratto del suo maestro Cantalamessa Papotti, inaugurato nel 1912 nella Pinacoteca di Ascoli Piceno. 
Nello stesso anno modellò l’urna e l’erma in onore del conte e patriota orvietano Ludovico Negroni, che morì nel corso della spedizione di Carlo Pisacane nel 1857 a Padula. Al 1913 risale la targa marmorea in onore della cantante lirica Erminia Frezzolini, sulla casa natale dell'artista a Orvieto.
Lorenzo Cozza fu molto attivo come autore di ritratti e di opere funerarie, nonché come medaglista. Fu insegnante di scultura nella Scuola preparatoria alle arti ornamentali fino alla vigilia del secondo conflitto mondiale: ebbe tra gli allievi Aldo Sergiacomi. 
Per conto del Governatorato di Roma nel 1941 curò il restauro dei Propilei di Villa Borghese, nonché dei tempietti di Esculapio e di Diana, modellando per quest’ultimo le formelle ottagonali per l’interno della cupola.